# سكيب مانينغ
سكيب مانينغ (بالإنجليزية: Skip Manning)‏ هو مهندس أمريكي، ولد في 23 أبريل 1945 في بوغالوسا في الولايات المتحدة.

## وصلات خارجية
- سكيب مانينغ على موقع Racing-Reference.info (الإنجليزية)